# David Cuéllar García
David Cuéllar García, más conocido como  David Cuéllar (nacido el 8 de septiembre de 1997 en Lérida) es un jugador de baloncesto español que milita en el Club Bàsquet Salou de la Segunda FEB. Con 1.97 de estatura, su puesto natural en la cancha es el de alero.

## Trayectoria deportiva
Comenzó jugando al baloncesto en las filas del CE. Maristes Montserrat y más tarde, llegaría a la cantera del Força Lleida, donde estaría hasta su primer año de junior. El ilerdense llegó al equipo del sur de Madrid gracias a unas pruebas a las que le invitó el club fuenlabreño al final de la temporada 2013-14.
En la temporada 2014-15, el jugador formaría parte del conjunto junior del Baloncesto Fuenlabrada y en la 2015-16 milita en el Viten Getafe, el vinculado de LEB Plata, con el que promediaría 5,2 puntos por partido. y alternaría entrenamientos con el primer equipo de Liga ACB.
El 14 de febrero de 2016, debuta con en Liga ACB en el partido del Baloncesto Fuenlabrada frente al Unicaja Málaga, en el triunfo fuenlabreño (89-79). El escolta entró a pista a falta de 40 segundos por el final, aunque se quedó sin anotar.
En las temporadas 2019-20 y 2020-21, jugaría en las filas del Club Baloncesto Villarrobledo de Liga LEB Plata.
En la temporada 2021-22, firma por el Força Lleida Club Esportiu de la Liga LEB Oro. En la temporada 2023-24, lograría el ascenso a la Liga Endesa, siendo capitán del conjunto leridano.
El 10 de julio de 2024, firma por el Club Baloncesto Peñas Huesca de la Liga LEB Plata.
El 7 de febrero de 2025, firma por el Club Bàsquet Salou de la Segunda FEB.

## Clubes
- Categorías inferiores del Força Lleida Club Esportiu.
- Viten Getafe (LEB Plata (2015-Actualidad)
- Baloncesto Fuenlabrada (2014-2017)
- Bàsquet Girona. LEB Plata (2017-2019)
- Club Baloncesto Villarrobledo. LEB Plata (2019-2021)
- Força Lleida Club Esportiu. LEB Oro (2021-2024)
- Club Baloncesto Peñas Huesca. LEB Plata (2024-2025)
- Club Bàsquet Salou. Segunda FEB (2025-Actualidad)